# António Carvalho de Silva Porto

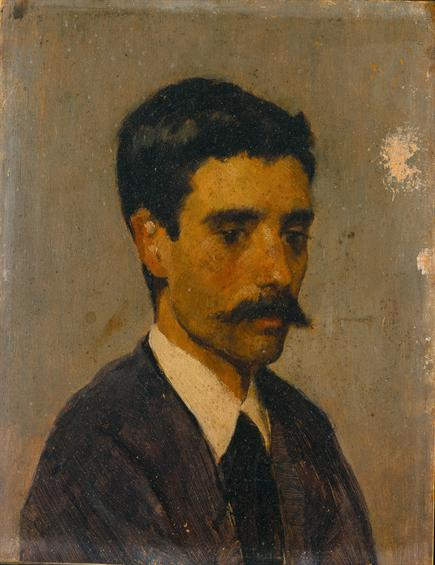
António Carvalho de Silva Porto, Selbstporträt

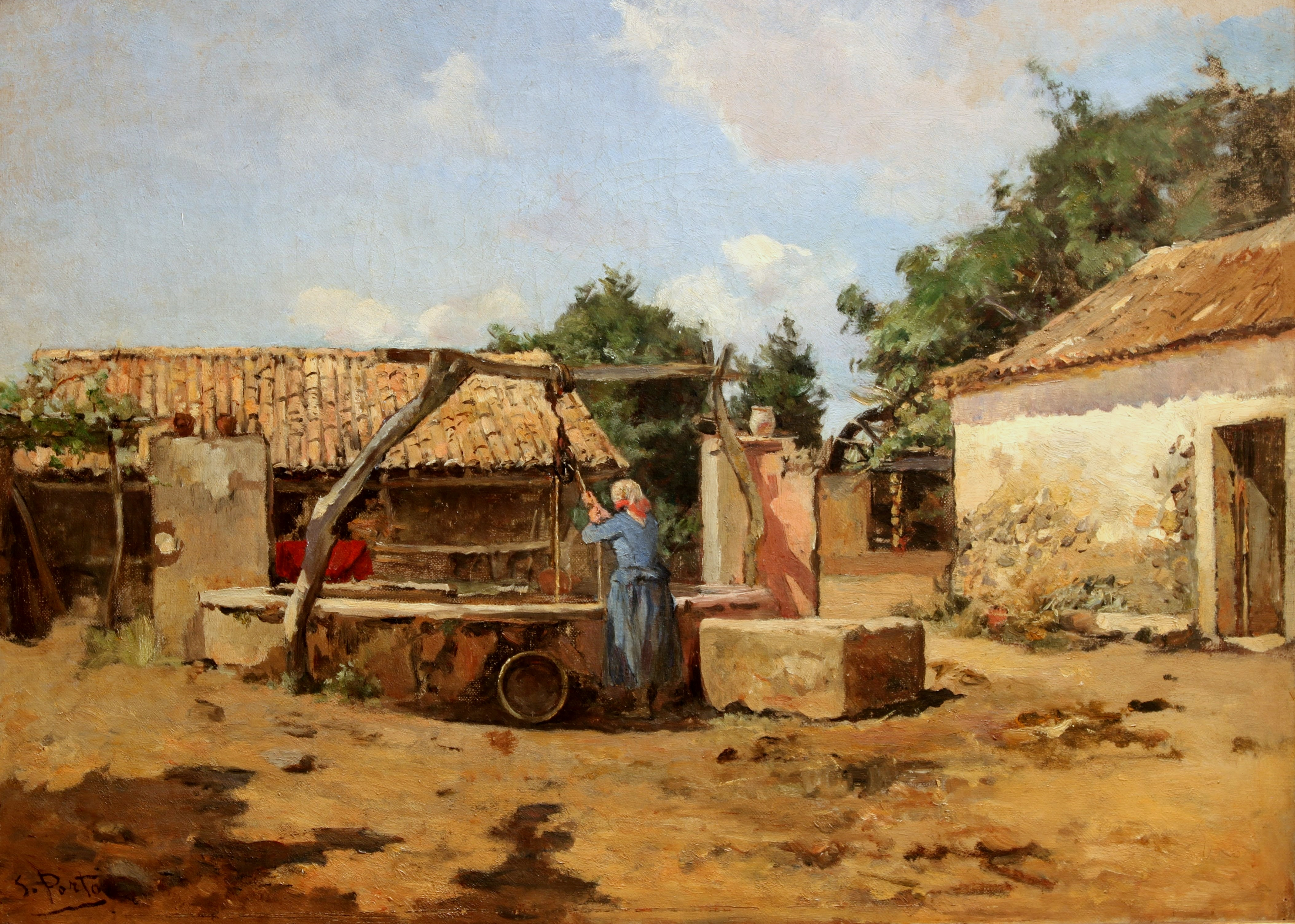
Na cisterna

António Carvalho da Silva Porto (* 11. Oktober 1850 in Porto, Portugal; † 11. Juni 1893 in Lissabon) war ein portugiesischer Maler.

## Leben
In seiner Heimatstadt erfuhr Carvalho da Silva Porto seinen ersten künstlerischen Unterricht in den Ateliers der Maler João António Correia und Tadeu d’Almeida Furtado. Zusammen mit seinem Freund und Kollegen João Marques de Oliveira ging er im Sommer 1873 nach Paris. Dort wurde er Schüler an der École des Beaux-Arts und u. a. durch Alexandre Cabanel und Adolphe Yvon unterrichtet.
Durch seine Lehrer wurde Carvalho de Silva Porto eingeladen, an den großen Jahresausstellungen des Salon de Paris teilzunehmen. Vom Publikum wie auch von der Kunstkritik gelobt, wurde er 1878 auch eingeladen, auf der Weltausstellung in Paris auszustellen.
Im darauffolgenden Jahr unternahm er eine ausgedehnte Studienreise nach und durch Italien und Ende desselben Jahres kehrte er in seine Heimat zurück. Er ließ sich in seiner Heimatstadt nieder und gründete dort ein eigenes Atelier. Später ging er nach Lissabon und gründete dort 1881 – zusammen mit José Malhoa, Rafael und Culumbano Bordalo Pinheiro – die Künstlervereinigung Grupo do Leão.
Mit 42 Jahren starb António Carvalho de Silva Porto am 11. Juni 1893 in Lissabon und fand dort auch seine letzte Ruhestätte.

## Ehrungen
Anlässlich des 100. Geburtstags von António Carvalho de Silva Porto schuf der Bildhauer Salvador Barata Feyo 1950 im Auftrag der Stadt Porto eine Büste von ihm.